# Saraswathi Gora
Saraswathi Gora (Telugu సరస్వతి గోరా Sarasvati Gōrā; * 28. September 1912 in Vizianagaram; † 19. August 2006 in Vijayawada) war eine indische Aktivistin. Sie ist als langjährige Anführerin des Atheistischen Zentrums bekannt und kämpfte gegen Unberührbarkeit und das Kastensystem. 

## Leben
Sie wurde im Alter von zehn Jahren mit Goparaju Ramachandra Rao verheiratet. Zusammen mit ihrem Gatten gründete sie das Atheistische Zentrum mit dem Ziel, menschliche Werte auf der Grundlage von Atheismus, Rationalismus und Gandhismus zu fördern. 
Als politische Aktivistin für die Befreiung Indiens wurde sie während der „Quit India“-Bewegung ins Gefängnis gesteckt, wohin sie ihren zweieinhalbjährigen Sohn Niyanta mitnahm.
Zur Heirat ihrer ältesten Tochter Manorama mit Arjun Rao 1960 kam auch Jawaharlal Nehru.
2001 bekam sie den Basava Puraskar von der Regierung von Karnataka, den G. D. Birla International Award für Humanismus, den Jamnalal Bajaj Award, den Janaki Devi Bajaj Award und den Potti Sriramulu Telugu University Award.
Sie ist die Mutter von Samaram. 
Saraswathi Gora starb am 19. August 2006 an Lungenentzündung.